# Station Cookham
Cookham is een spoorwegstation van National Rail in Windsor and Maidenhead in Engeland. Het station is eigendom van Network Rail en wordt beheerd door Great Western Railway. 
Het station werd geopend door de Wycombe Railway op 1 augustus 1854. Het heeft slechts één perron. Er bestaat nog een tweede, maar dat is buiten gebruik. 
Het Station House wordt nu privaat bewoond.